# Lola T97/30
A Lola T97/30 egy Formula–1-es versenyautó, amelyet a MasterCard Lola csapat versenyeztetett az 1997-es Formula–1 világbajnokság során. Pilótái Vincenzo Sospiri és Ricardo Rosset voltak.
A csapat rövid és katasztrofálisan rossz szereplése mindössze egyetlen futamra korlátozódott. A Formula–1-be 1993 után újra visszatérni szándékozó Lola a főszponzor MasterCard nyomására egy évvel hamarabb kellett, hogy benevezzen, mint ahogy arra készen álltak volna, aminek az eredménye egy gyenge és alulfejlesztett autó lett. Se Sospiri, se Rosset nem voltak képesek kvalifikálni magukat a szezonnyitó ausztrál nagydíjra, és utána több versenyre sem, mert a brazil nagydíj után a Lola visszalépett.

## Áttekintés
Az 1997-es Formula–1 világbajnokságnak két újonc csapat vágott neki: a Stewart Grand Prix és a MasterCard Lola. Eric Broadley főtervező és csapatalapító úgy nyilatkozott a szezon kezdetén, hogy elérhetőnek érzi, hogy őket legyőzzék. Magabiztosságát csak erősítette, hogy a szintén Bridgestone-gumikat használó másik csapat, az Arrows ebben az idényben igazolta le Damon Hill-t, és úgy érezte, ez az idény a Lola számára is áttörés lehet.
A főszponzor MasterCard utasítására az autónak egy évvel korábban kész kellett lennie, mint tervezték, ezért sebtiben rakták össze. Eközben a Stewart, amely a nevezését már az 1996-os szezon kezdete előtt megtette, javában tesztelt. A Lola lényegében egyetlen kilométert sem tudott megtenni a szezonnyitóig. Az autót a londoni Hilton Hotelben mutatták be 1997. február 20-án.
Broadley szezon előtti várakozásai arról, hogy a gyári Ford-háttérrel rendelkező Stewartot majd megszorongathatják, azonnal szertefoszlottak a szezonnyitón. Kiderült, hogy mindkét autó lassú, és nemcsak az egyenesekben, hanem a kanyarokban is - túl nagy volt a légellenállás és túl kicsi a leszorítóerő. Emiatt a gumik sem tudtak megfelelő üzemi hőmérsékletre melegedni. Egyik pilóta sem tudta megfutni az időmérő edzésen a 107 százalékos időt, 11-12 másodperccel voltak elmaradva a pole pozíciós eredménytől. A leszereplés után elutaztak Silverstone-ba tesztelni, de ott se voltak sokkal jobbak az eredmények - kilenc másodperccel voltak lemaradva a legjobbaktól.
A csapat ezt követően Interlagos felé vette az irányt, hogy részt vegyenek a brazil nagydíjon. Ekkor azonban a főszponzor MasterCard váratlanul bejelentette, hogy azonnali hatállyal felmondja a szponzori szerződést. A hír hallatán ugyanígy tett a többi kisebb szponzor is. Emiatt a csapatnak elfogyott a pénze, a garázsokat sem hagyták el az autók egész hétvégén, a Lola pedig visszalépett a bajnokságtól.
A kasztnik közül kettőt egy kanadai autóverseny-iskola vásárolt meg, a tartalékautót Martin Birrane, a Lola új tulajdonosa, aki azt kiállította a Mondello Park múzeumban. Egy befejezetlen kasztni a Lola huntingdoni gyárában maradt.

## Eredmények
| Év   | Csapat          | Motor            | Gumik | Pilóták          | 1   | 2   | 3   | 4   | 5   | 6   | 7   | 8   | 9   | 10  | 11  | 12  | 13  | 14  | 15  | 16  | 17  | Pontok | Helyezés |
| ---- | --------------- | ---------------- | ----- | ---------------- | --- | --- | --- | --- | --- | --- | --- | --- | --- | --- | --- | --- | --- | --- | --- | --- | --- | ------ | -------- |
| 1997 | MasterCard Lola | Ford Zetec R ECA | B     |                  | AUS | BRA | ARG | SMR | MON | ESP | CAN | FRA | GBR | GER | HUN | BEL | ITA | AUT | LUX | JPN | EUR | 0      | -        |
| 1997 | MasterCard Lola | Ford Zetec R ECA | B     | Vincenzo Sospiri | DNQ |     |     |     |     |     |     |     |     |     |     |     |     |     |     |     |     | 0      | -        |
| 1997 | MasterCard Lola | Ford Zetec R ECA | B     | Ricardo Rosset   | DNQ |     |     |     |     |     |     |     |     |     |     |     |     |     |     |     |     | 0      | -        |